# Lukeanivske, Vasîlivka
Lukeanivske (în ucraineană Лук`янівське) este un sat în așezarea urbană Stepnohirsk din raionul Vasîlivka, regiunea Zaporijjea, Ucraina.

## Demografie
Componența lingvistică a localității Lukeanivske
     Ucraineană (88,81%)
     Rusă (9,09%)
Conform recensământului din 2001, majoritatea populației localității Lukeanivske era vorbitoare de ucraineană (88,81%), existând în minoritate și vorbitori de rusă (9,09%) și armeană (2,1%).